# Benedictus Figulus
Benedictus Figulus (em alemão: Benedikt Heffner, Rosengarten, 29 de dezembro de 1567 — desaparecido depois de 1619) foi um alquimista alemão, pastor, poeta e editor. Ele foi um importante expoente do paracelsismo no início do séc XVII.
Seu nome é geralmente traduzido erroneamente como Benedikt Töpfer.

## Vida
Benedikt Heffner (Figulus) nasceu em 1567 como o filho mais velho do pastor de Uttenhofen, Andreas Heffner e sua esposa Margarethe Seemann. Ele veio em 1571 com s—eu pai para uma casa em Westheim e participou de 1582 a pelo menos 1588, do recém-inaugurado Fürstenschule na Abadia de Heilsbronn. Ele continuou seus estudos na Universidade de Wittenberg, onde se matriculara em 29 de dezembro de 1591 . Desde 1593 trabalhou como padre em Lipprichhausen, no entanto, teve, em 1601, por causa de acusações de adultério, com a sua serva, que fugir de lá. De Paul Melissus coroou o Poeta Laureado,  ele publicou nos anos seguintes alguns poemas e salmos – Versifikationen, que apareciam principalmente em Erfurt. Desde 1604 Figulus ficou conhecido publicamente como um seguidor de Paracelso. Depois de alguns anos de peregrinações erráticas, que o levaram até o Tyrol e a Caríntia ele, temporariamente estabelecidos em Hagnau, publicou, em pouco tempo,  1607-1609, um grande número de escritos alquímicos. Obras de Paracelso e Alexander von Suchten. Mais uma vez Figulus estava passando por dificuldades por causa de sua parceria ilegítima e ficou preso por muito tempo. .</ref> und war längere Zeit inhaftiert. Depois de ser expulso de Estrasburgo "por todos os tipos de opiniões erradas" no final de 1617, ele mal podia ser considerado para pesquisa. Daí resulta, como última testemunha de sua vida, uma coleção de receitas alquímicas, de 1619, para um ourives em Buchsweiler, permanecendo ainda na Alsácia e, ainda sob suspeita.
Após o julgamento de Joachim Telle, Figulus não pode ser considerado um autor independente, mas pertencente a uma linha com os principais editores de literatura alquímica de língua alemã Joachim Tancke e Johann Thölde. No entanto, a alegação de Figulus, muitas vezes reivindicada pelo movimento Rosacruz ainda precisava de uma prova válida.

## Obras (seleção)
- Carmen heroicum, insígnia Megalandri Lutheri complectens , Stuttgart 1600 no Google Livros
- Pandora magnum naturalium aurea e benedicta , Strasbourg 1608 no Google Livros
- Paradisus aureolus hermeticus: fluens nectare et ambrosia , Frankfurt 1608 na Biblioteca Digital de Dresden
- Rosarium novum olympicum et benedictum, isto é: um novo jardim de rosas filosófico gesedeyter , Basel 1608 no Google Livros
- Rosarium novum olympicum e benedictum ... Pars altera , Frankfurt 1608 na Biblioteca Digital de Dresden
- Paracelsus : Little Wundarzney (publicado pela Figulus), Strasbourg 1608 no Google Livors
- Thesaurinella olympica aurea tripartita , Frankfurt 1608 Edition 1682 http://books.google.de/books?id=u_UTAAAAQAAJ Ausgabe 1682 no Google Livros]
- Guido Magnus de Monte: Auriga benedictus spagyricus minor (editado por Figulus), Nuremberg 1609